# (903) Nealley
(903) Nealley est un astéroïde évoluant dans la ceinture principale, découvert le 13 septembre 1918 par l'astronome autrichien Johann Palisa depuis l'observatoire de Vienne.
Son nom est une référence à celui d'un astronome amateur de New York qui a soutenu l'édition de l'un des catalogues d'étoiles de Johann Palisa. 